# Hasegawa Ariajasuru
Ariajasuru Hasegawa (sinh ngày 29 tháng 10 năm 1988) là một cầu thủ bóng đá người Nhật Bản.

## Sự nghiệp câu lạc bộ
Ariajasuru Hasegawa đã từng chơi cho Yokohama F. Marinos, FC Tokyo, Cerezo Osaka, Real Zaragoza và Shonan Bellmare.